# Innocent Love (Robin Bengtsson)
Innocent Love è un singolo del cantante svedese Robin Bengtsson, pubblicato il 26 febbraio 2022 su etichetta discografica Universal Music Sweden.

## Descrizione
Con Innocent Love il cantante ha preso parte a Melodifestivalen 2022, la competizione canora svedese utilizzata come processo di selezione per l'Eurovision Song Contest. È la sua quarta partecipazione alla rassegna dopo le edizioni 2016, 2017 (vinta da lui) e 2020. Essendo risultato il secondo più votato dal pubblico fra i sette partecipanti alla sua semifinale, ha avuto accesso diretto alla finale, dove si è piazzato all'11º posto su 12 partecipanti con 34 punti totalizzati.

## Tracce
Testi e musiche di David Lindgren Zacharias, Victor Sjöström, Victor Crone, Viktor Broberg e Sebastian Atas.
1. Innocent Love – 3:02

## Classifiche
| Classifica (2022) | Posizione massima |
| ----------------- | ----------------- |
| Svezia            | 10                |